# آتشکده آذرگشسپ
آذرگُشنَسپ (آذرگُشَسپ و آذرشسپ هم نوشته شده) آتشکده‌ای بود واقع در استان آذربایجان غربی ایران که در سده‌های پیش از حمله اعراب مهمترین مرکز دینی‌مذهبی شاهنشاهی ساسانیان بود. این آتشکده به طبقهٔ جنگیان و سپاهیان و شاهان اختصاص داشته‌ است.
آتشکده آذرگُشَسپ که به اشتباه به بنای تخت سلیمان شهرت یافته‌ است، نام محوطهٔ تاریخی بزرگی در نزدیکی شهرستان تَکاب و بخش تخت سلیمان در استان آذربایجان غربی و ۴۵ کیلومتری شمال شرقی این شهر است. برای پیشگیری از ویرانی این اثر در جریان یورش اعراب به ایران، این اثر را با داستان‌هایی از سلیمان پیامبر تقدس بخشیدند تا مورد هجوم اعراب مسلمان قرار نگیرد و ویران نشود. آتشکدهٔ آذرگُشَسپ بزرگ‌ترین مرکز آموزشی، مذهبی، اجتماعی و پرستشگاه ایرانیان در پیش از ورود اسلام به ایران به‌شمار می‌رفت؛ ولی در سال ۶۲۴ میلادی و در حمله هراکلیوس، امپراتور رومیان، به ایران ویران شد. آباقاخان برادرزاده هلاکوخان که به دین اسلام گرویده بود، بر روی ویرانه‌های آتشکدهٔ آذرگُشنَسپ، مسجدی بنا کرد که آن نیز بعدها ویران شد و تنها کاشی‌هایی با نقوش و خط برجسته از آن به جا مانده که امروزه در موزه رضا عباسی نگهداری می‌شود. این بنا به سبک معماری ساسانی ساخته شده بود.
در ایران باستان سه آتشکدهٔ اصلی و بزرگ وجود داشته‌ است که با سه طبقهٔ جامعهٔ اجتماعی ایران یعنی موبدان، کشاورزان و ارتشتاران مرتبط بودند.
1. آتش اَسورنان (موبدان)، آتشکده آذر فَرنَبَغ
2. آتش واستریوشان (کشاورزان)، آتشکده آذر بُرزین‌مهر[۳]
3. آتش ارتشتاران (شاهان و وزیران)، آتشکده آذرگُشَسپ

## تاریخچه

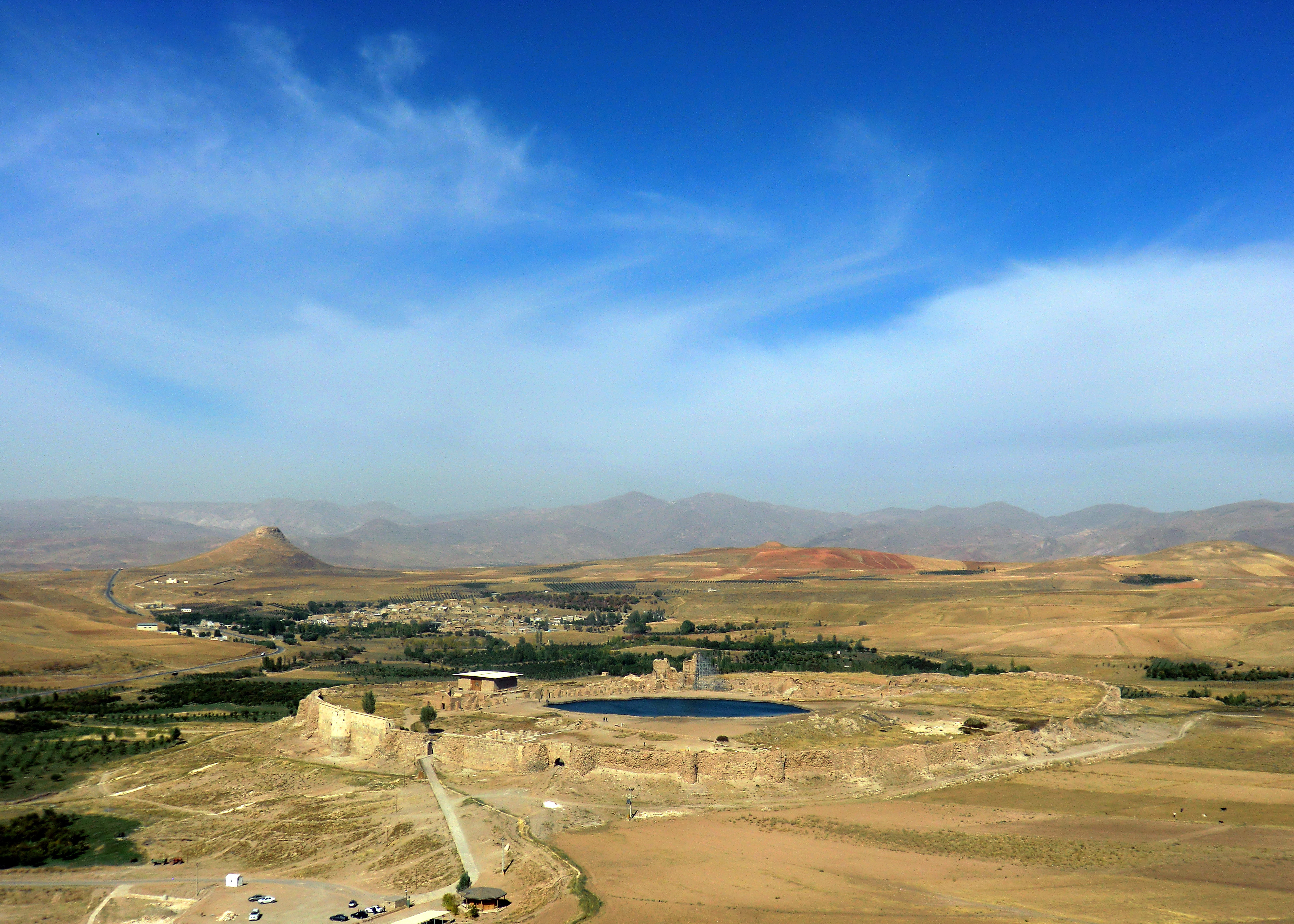
ویرانه‌های آذرگشسپ و چشمهٔ مرکز آن، از نمای بالا

شهر گَنجَک که رومیان آن را گانزَک یا گَنزَک یا گَنزه نام برده‌اند، و به ارمنی گنزکا، گزن، گنگ، کادزا و به زبان سریانی گنذزک یا گنژگ، گزن، گنگ به یونانی گنزکا، گادزاکا، گادزا، مورخان تازی آن را جَزَن، جَنزَه، جَزنَق یا جَنزَقه نام برده‌اند، مغولان آن را ستوریق گفته‌اند. نام دیگر این شهر، «شَیز» بوده‌است. شَیز واژه معرب جَیز یا جَیس است، شهری باستانی و مقدس برای ایرانیان بود. پلوتارک مورخ یونانی این شهر را با نام فِراد نوشته‌است. در نوشته‌های دیگر پهلوی شَیچ خوانده شده، در شاهنامه چیچست به کار رفته و کهن‌تر از همهٔ این نوشته‌ها، در اوستا است که نام آن را چِئی‌چَست آورده‌است. امروزه تمام این نام‌ها از بین رفته و این محل را تخت سلیمان می‌نامند.

این شهر باستانی در دوره‌های گوناگون مکان زندگی اقوامی مانند مادها، هخامنشیان، اشکانیان، ساسانیان و مغولان بوده و در هریک از دوران‌های بالا، این محل در اوج قدرت و تمدن زمان مربوط به خود بوده‌است. اکنون نشانی از این شهر در آذربایجان دیده نمی‌شود، و با خاک یکسان شده‌است.

هنری راولنسن مورخ انگلیسی در سده نوزدهم نوشته‌است که گَنجَک (شیز) و آتشکدهٔ شکوهمند و پرجلال آن چنان از صفحهٔ روزگار پاک شده‌است که بین دانشمندان و محققان در تعیین محل آن اختلاف پدید آمده‌است.
در زمان حملهٔ اعراب در مدارک رومی و ارمنی نام سپهبد و شاهزادهٔ آذربایجان «رستم پسر فرخ هرمز» آورده شده که البته با توجه به متن شاهنامه در بخش نامهٔ رستم فرخزاد به برادرش دلالت بر تاریخی بودن شاهنامه دارد؛ همچنین فردوسی به نام گنجه هم اشاره کرده که آن نیز سند تاریخی است.
ابن‌خردادبه در سده سوم از آتشکدهٔ مهم شیز گفتگو کرده و گوید نزد مجوسی‌ها مقامی بزرگ دارد و به آن (آذرجشنس) گویند و هر وقت پادشاهی از مجوس به تخت سلطنت جلوس نماید و تاجگذاری کند از مدائن به زیارت آن آتشکده می‌شتابد، همچنین روایت کرده‌اند که شیز مولد زردشت است. یاقوت گوید اسم فارسی آن (جیس) بود و (گزن) هم نامیده می‌شد. یاقوت از ابن مهلهل نقل نموده که این شهر دارای باروئی است و دریاچه‌ای در وسط شهر است که عمق آن نامعلوم می‌باشد و مساحتش به یک جریب می‌رسد و با اینکه هفت نهر از آن خارج می‌گردد آب آن کم نمی‌شود و هرگاه خاکی با آب آن آغشته شود بیدرنگ به سنگی سخت مبدل می‌شود. از آتشکدهٔ آن است که آتش مقدس را به همهٔ بلاد در خاور و باختر جهان می‌برند و هفتصد سال است که آتش آن افروخته‌است و هیچگاه خاموش نشده‌است.
| چو نامه بخوانی تو با مِهتَران |  | برانداز و برساز لشکر بَران |
| همی تاز تا آذرآبادِگان       |  | دیار بزرگان و آزادگان     |
| همیدون گَله هرچه داری ز اسب  |  | ببر سوی گنجورِ آذرگشسب     |

### گَنجَک، زادگاه زرتشت
اگرچه این سخن مورد قبول همهٔ پژوهشگران نیست، ولی یکی از شهرهایی که حدس زده می‌شود مکان تولد زرتشت باشد، شهر گنجک (شَیز) است.

ناصری در انجمن‌آرای آورده‌است که گویند زرتشت در شهر اردبیل و سبلان ظهور کرده و اصلش از شهری بوده، در میان بناب و زنگان که شیز نام داشته‌است.

در دوران اردشیر بابکان و پس از او تمایل به حذف تاریخ و نقش اشکانیان در کلیهٔ امور بود. تباین و تضادی که ساسانیان با اشکانیان داشتند بیشتر بر این بنیادها قرار داشت: سعی در تقویت حکومت مرکزی و مبارزه با ادیان غیر زرتشتی. این حکومت متمرکز نامی فراگیر لازم داشت که مسبوق به دین رسمی کشور و آیات و اصطلاحات اوستا باشد. در اوستا از «ائیریانم وئجه» به عنوان زادگاه زرتشت یاد شده بود که در دوران ساسانی تمایلی به تغییر محل آن از ری به آذربایجان احساس گردید؛ زیرا ری از مدت‌ها پیش در تیول خاندان معروف مهران، از خاندان‌های مهم دوران اشکانی بود و پیوسته مانند نسا از شهرهای اشکانی دوست و مورد سوءظن ساسانیان بود. در حالی که آذَربایگان هم یکی از سه آتش بزرگ دوران ساسانی را در خود داشت. همچنین آتشکدهٔ آذرگشسپ در روستای تخت سلیمان کنونی به تیسفون پایتخت ساسانی نزدیک‌تر بود؛ پس «ائیریانم وئجه» که قبلاً زادگاه زرتشت تصور شده بود به آذربایجان منتقل گردید با نام تازهٔ «ایران ویج». جزء نخست این کلمهٔ مقدس می‌توانست بهترین نام ممکن برای سرزمین واحد و فراگیر ساسانیان باشد. این جزء نخست در ایرانی باستانی آریانام aryānām و در زبان اوستایی aryānem بود. از شکل ایرانی باستان آن در دوران اشکانی آریان حاصل شده بود، اما ساسانیان بیشتر به اوستا نظر داشتند.

#### گنجک پایتخت دوراناورتایی

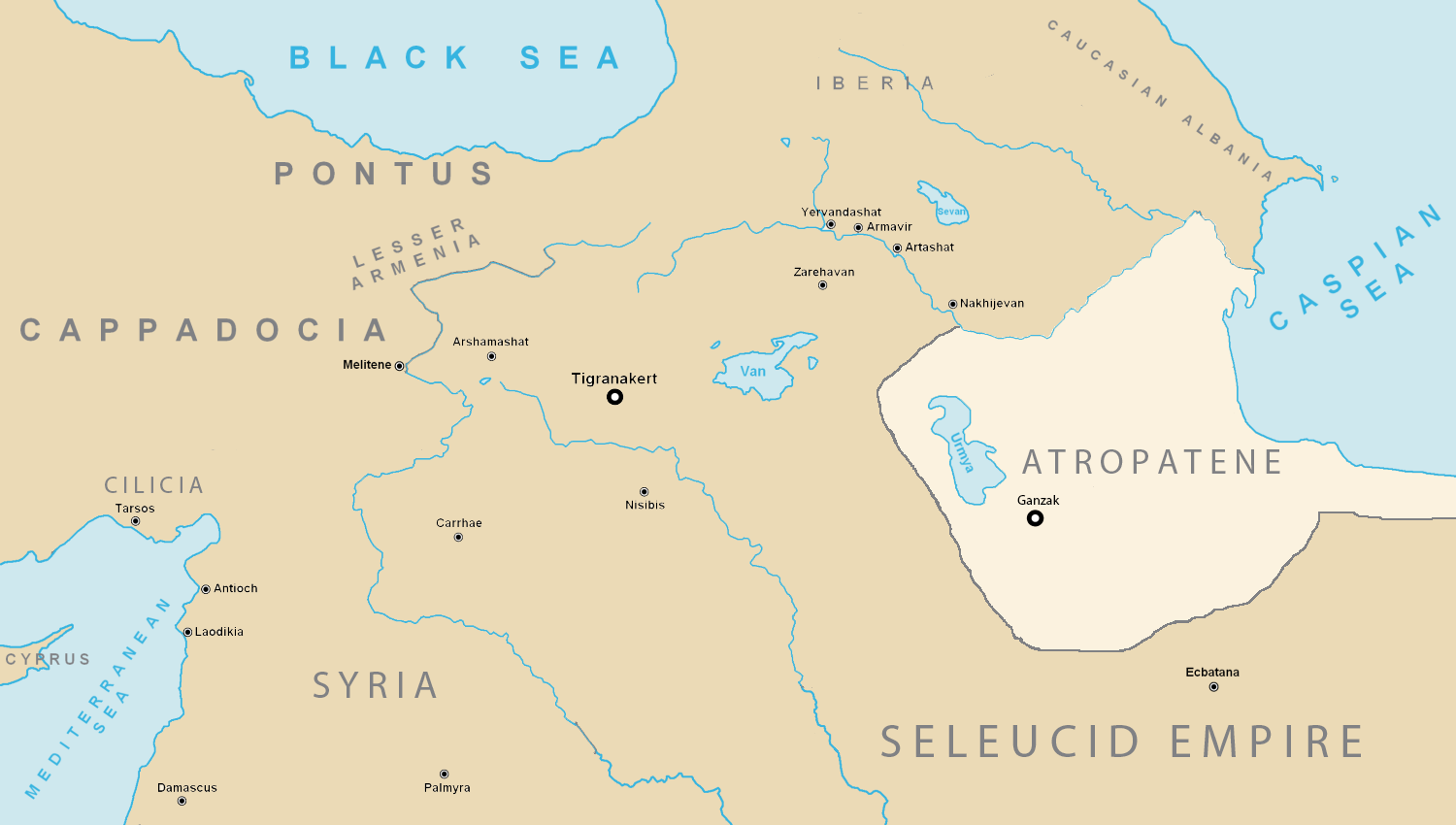
گنجک، پایتخت آتروپاتن، در جنوب دریاچه‌ای که نام آن دریاچهٔ چیچَست بود و امروزه با نام آشوری ارومیّه شناخته می‌شود

آتروپات فرماندار یا ساتراپ ماد شمالی در زمان اسکندر بود. بعد از فروپاشی امپراتوری اسکندر در سال ۳۲۸ پیش از میلاد، او اعلام استقلال کرده و گنجک را پایتخت کشور تازه استقلال‌یافتهٔ ماد کوچک قرار داد. واژه معرب آذربایجان از همین نام خاندان آتورپاتگان ریشه گرفته‌است که «گ» تبدیل به «ج» شده‌است.
این دولت کوچک از لحاظ این‌که نخستین نماد بازگشت عنصر ایرانی‌گرایی و ضد چیرگی یونان واقع گردید، بسیار درخور اهمیت است.
استاد پورداوود نوشته‌است که سرزمین آذربایجان به نام خاندان شهریارانی که در آنجا از روزگار اسکندر فرمان‌روایی داشتند، بازخوانده شده‌است. آتروپات، از نام‌های بسیار رایج ایران باستان بوده و معنی آن آذرپناه یا کسی که ایزد آتش او را نگه می‌دارد یا فرشتهٔ پاسپان آتش، پرستار اوست. آتر شکل باستانی آذر به معنی آتش و پات نگه داشتن است.

#### محاصرهٔ گنجک به‌دست رومی‌ها
در سال ۳۶ پیش از میلاد آنتوان، سردار نامدار رومی، به ایران حمله کرد.

پادشاه اشکانی در این هنگام فرهاد چهارم بوده‌است. پلوتارک می‌نویسد «آنتوان بعد از جدا شدن از معشوقه‌اش ملکه کلئوپاترا همراه با یکصد و سیزده هزار سپاهی به قصد تصرف ماد به طرف آذربایجان حرکت کرد. او که می‌خواست زمستان را با کلئوپاترا بگذراند، در هر کاری از خود شتاب‌زدگی نشان می‌داد و بدون استراحت دادن به سربازان و بدون حمل اسباب و آلات جنگی که باعث کندی حرکت شده بودند، به طرف گنجک (فراد) رفت تا آن شهر را در محاصره گیرد؛ بنابراین جنگ‌افزارهای خود را کمی عقبتر جا گذاشت تا سبک‌بار به سمت گنجک برود. گنجک شهری بود بزرگ و زنان و کودکان پادشاهان ماد در آنجا سکونت داشتند. در حین محاصره، آنتوان به آلات جنگی نیازمند شد و فهمید که نیاوردن و جا گذاشتن آن آلات، چه اشتباه بزرگی بوده‌است. فرهاد چهارم پادشاه پارتها که همراه با سپاه بزرگی به طرف گنجک حرکت می‌کرد، سواره‌نظامی را مأمور کرد که بروند و آن آلات جنگی را بگیرند و از دسترس رومی‌ها خارج کنند. پارت‌ها به سپاه رومی حمله کرده و اسیران بسیار بگرفتند. مادها هم که در محاصره بودند به پارت‌ها پیوسته تا اینکه رومی‌ها مجبور به عقب‌نشینی شدند.»

#### اهدای غنائم جنگی توسط بهرام گور
طبری می‌نویسد «چون بهرام گور به جنگ ترکان خزر که در آن سوی کوه‌های قفقاز بودند می‌رفت از آذربایجان رفت که بتواند در آتشکدهٔ گنجک (شیز) عبادت کند. بعد از پیروزی در جنگ با ترکان در بازگشت آنچه یاقوت و گوهر در تاج خاقان بود و شمشیر او که مروارید و گوهر نشان بود و زیورهای فراوانش را به آن آتشکده پیشکش کرد و خاتون زن اسیرشدهٔ خاقان را، به خدمت آن آتشکده گماشت تا خادم آتشکده شود.

#### گَنجَک در زمان خسرو پرویز
اقامتگاه تابستانی خسرو پرویز ظاهراً در نواحی دریاچه ارومیه در سر راه بناب و تبریز در نزدیکی لیلان بوده‌است. در نزدیکی آن کوه آتش‌فشانی بوده که آتشکده آذرگشسپ به‌واسطهٔ گازهای طبیعی قابل اشتعال آن روشن می‌شده‌است. در دوره ساسانی معمولاً یکی از مرزبانان را به فرمانداری آذربایجان می‌گماردند. در اواخر آن دوره، حکومت آذربایجان در دست خاندان فرخ‌هرمز بود و پایتخت آن گنجک یا شیز نام داشت که مطابق با ویرانه‌های لیلان در جنوب شرقی دریاچه ارومیه گزارش شده‌است.

#### گنجک در زمان ساسانیان

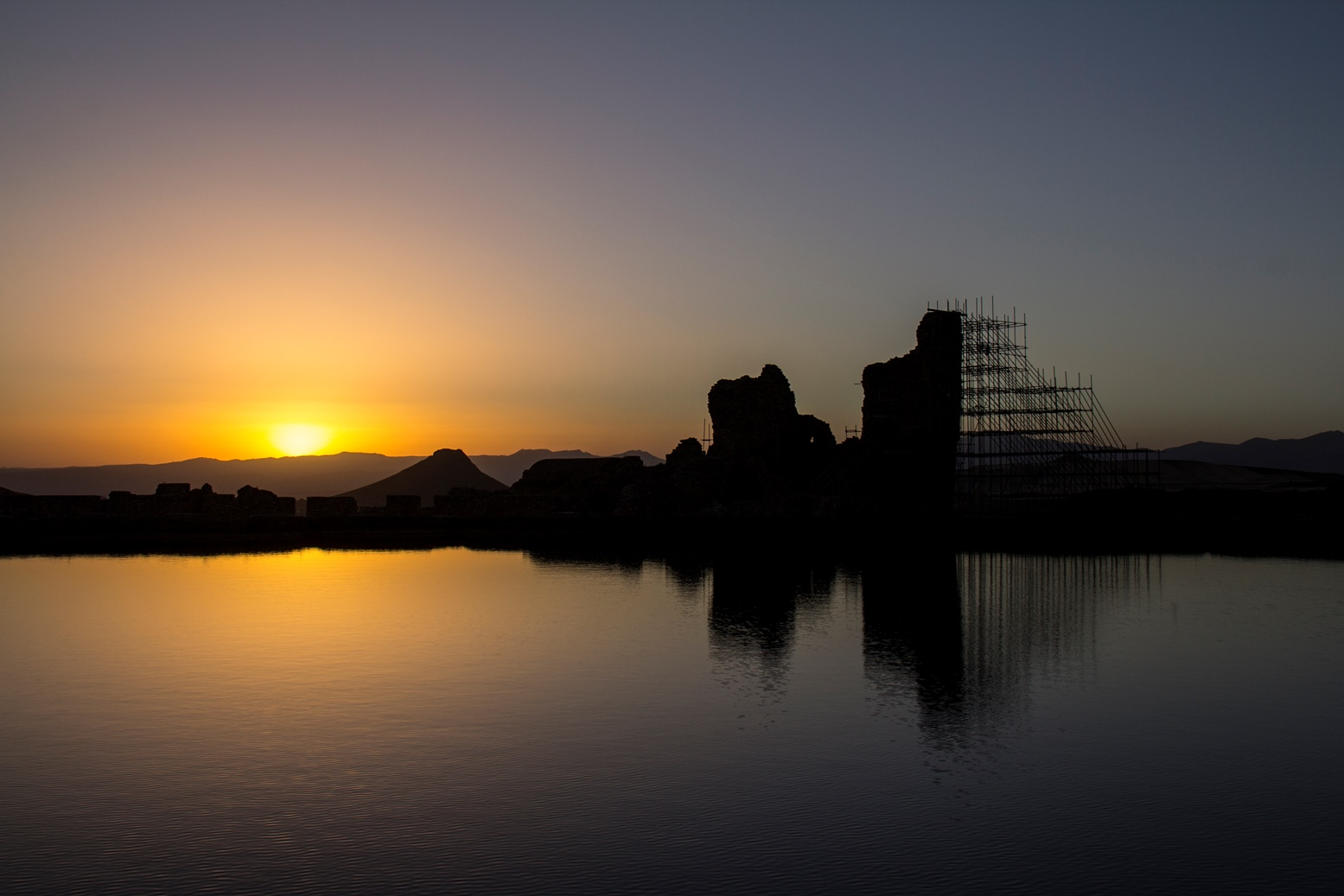
نمایی از آذرگشسپ هنگام غروب آفتاب

با استقرار امپراتوری ساسانی در ایران و رواج آیین مزدیسنا، اوج شکوه و آبادانی این شهر آغاز گردید. ساختمان آتشکده آذرگشَسب به‌عنوان نماد اقتدار آیین زرتشت باعث رشد و توسعه دوباره شهر گردید. این آتشکده که ویژهٔ پادشاهان و سرداران بوده موقعیت جنگجویان را حفظ می‌کرده و به‌عنوان نماد وحدت کشور از احترام بالایی برخوردار بوده به‌گونه‌ای که پس از مرگ پادشاهان، جانشینان شاهان از خاندان ساسانی با پای پیاده به این محل می‌آمدند و ضمن زیارت، تاج شاهی را بر سر می‌گذاشتند. آذرگشنسب به‌عنوان مهم‌ترین پرستشگاه زرتشتیان مورد احترام حکومت و مردم آن دوره بوده و آتش جاودان این آتشکده، در حدود هفت سده نماد اقتدار آیین زرتشت بوده‌است.

در عصر سامانیان، شهر گنجک شهر شامل سه بخش عمده بود: ۱. تالارها و کاخ‌ها، ۲. ساختمان آتشکده آذرگشسپ، ۳- خانه‌های مسکونی.
گنجک در زمان ساسانیان به‌جهت همین آتشکده تقدس خاصی پیدا کرد و شهر به صورت مجموعه مذهبی درآمد، به‌طوری‌که طبقه خاص از روحانیان مذهبی که در آیین زرتشت از آن‌ها به‌عنوان موبد نام برده می‌شود در خانه‌های مسکونی شهر ساکن شده‌اند. به‌دلیل اقتدار و شکوهی که این آتشکده داشت مردم منطقه آن را تخت سلیمان نامیدند. از آن پس در تمام کتاب‌ها و آثار باقی‌مانده نام آتشکده آذرگشسپ کمتر دیده شده‌است.

## جایگاه آتشکده آذرگُشَسپ

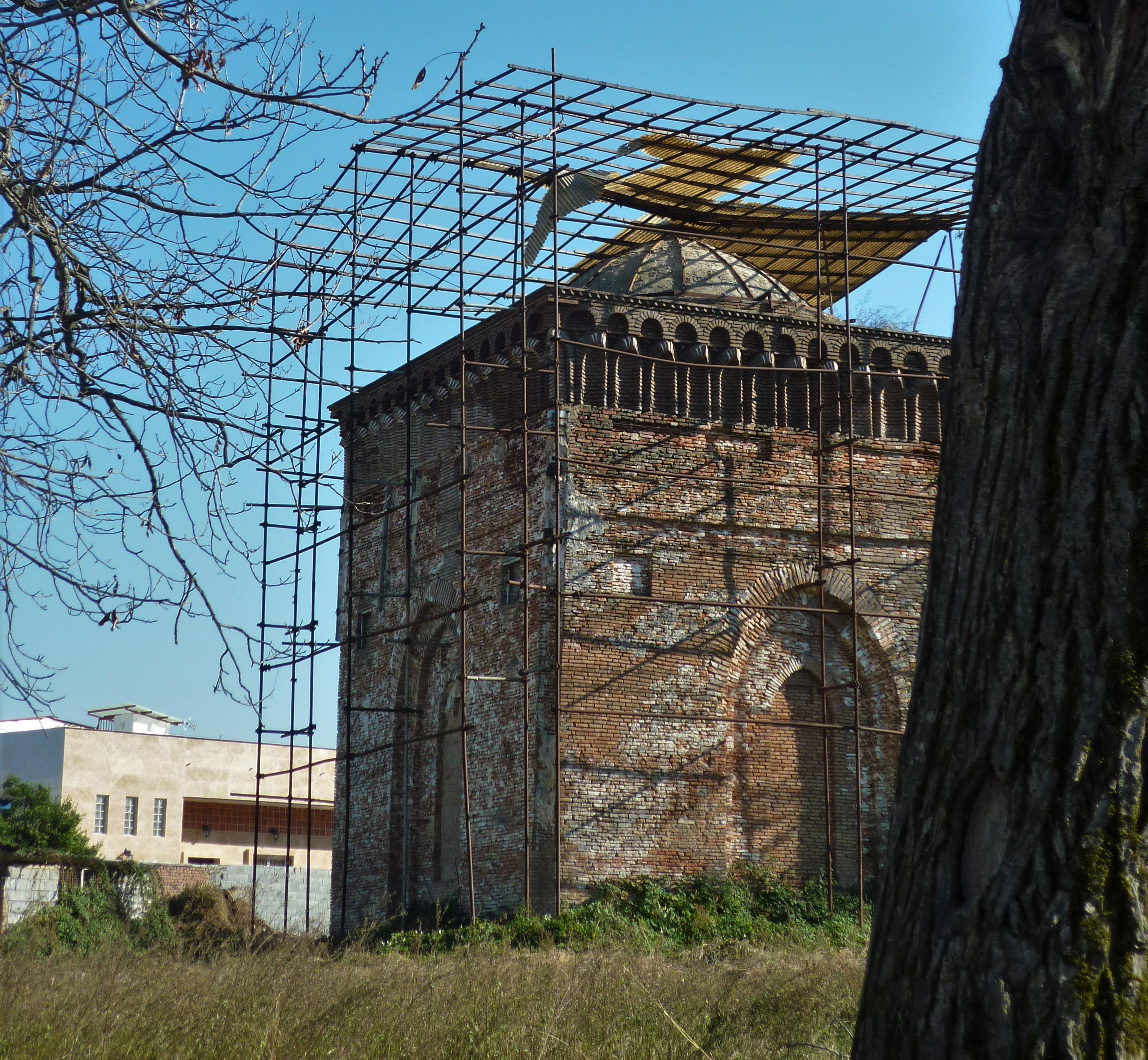
آتشکده آمل و شکل گنبدی آن مربوط به دورهٔ پیش از به‌دنیا آمدن پیامبر اسلام محمد و پیدایش اسلام. سقف گنبدی ویژگی بارز آتشکده‌های زرتشتی بوده‌است.

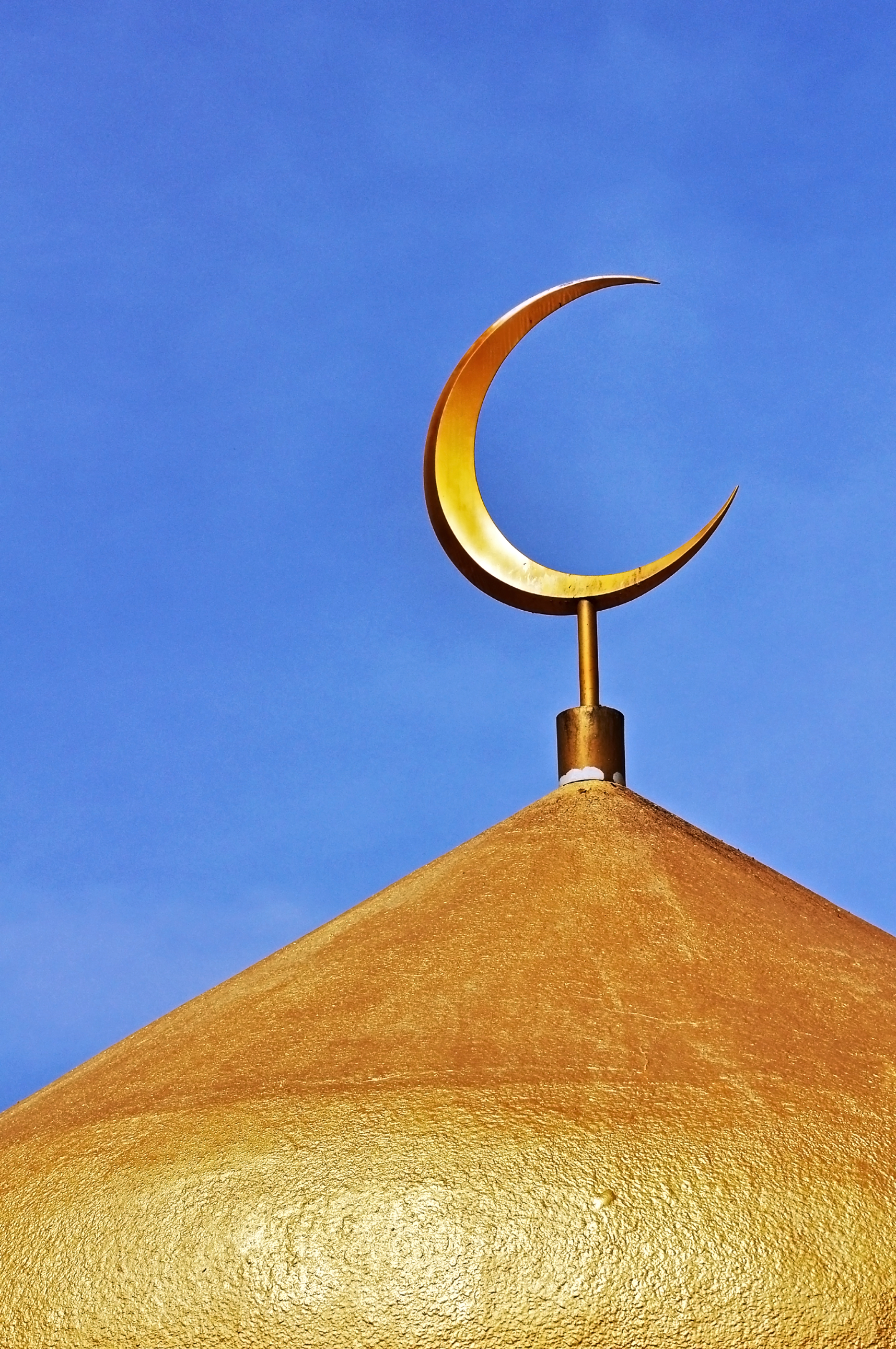
هلال یک مسجد مسلمانان مشابه هلال توصیف شده از آتشکده ساسانیان

آذرگُشَسپ یا آتش جهنده، در شهر گَنجَک واقع در آذرابادگان بود. پادشاهان ساسانی در روزهای سختی، به‌زیارت این پرستشگاه می‌شتافتند و زر و سیم و مال و خانه در آنجا نذر می‌کردند.
وهرام پنجم سنگهای قیمتی تاجی را، که از خاقان و زنش غنیمت گرفته‌بود، به این آتشکده فرستاد. خسرو اول نیز همانند این سنگ ارزشمند را پیشکش آذرگشسپ کرد. خسرو دوم نذر کرد که اگر موفق به مغلوب نمودن بهرام چوبین بشود، زینت‌های زر و هدیه‌های سیم به آتشکده آذرگشسپ بفرستد که به پیمان خویش وفا کرد. این آتشکده را آذرخوش می‌گفتند. آذر به زبان ایران باستان «آتش» و خوش «نیکو» است. شاهنشاهان ایران هنگام رسیدن به پادشاهی با کمال احترام، با پای پیاده به زیارت این پرستشگاه می‌رفتند و نذرها می‌کردند و هدیه و خواسته بسیار به آنجا می‌بردند. این آتشکده نشانهٔ همبستگی، اتحاد و یگانگی دین زرتشت با دولت مرکزی بود و نماد (سمبل) دولت ساسانیان بشمار می‌رفت، که به واسطهٔ همبستگی مردم با دینداری قوت گرفت.
منابع تاریخی قدیم، دربارهٔ محل آتشکدهٔ آذرگشسپ با یکدیگر تطابق ندارند، برخی به‌ویژه کتاب‌های پهلوی آن را در کنار دریاچهٔ چی‌چست می‌دانند. در بندهش آمده‌است که آذرگشسپ تا زمان پادشاهی کیخسرو همواره پناه جهان بود. هنگامی که کیخسرو «بتکدهٔ دریاچهٔ چی‌چست» را ویران کرد، آن آتش به یال اسب او فرو نشست و سیاهی و تیرگی را برطرف نمود و روشنایی بخشید. بطوریکه او توانست بتکده را ویران کند. در همان محل در بالای کوه اسنوند پرستشگاهی ساخت و آذرگشسب را فرونشاند.
در میان نویسندگان دوران اسلامی، ابودلف در سفرنامهٔ خود، شرح مشروحی از شیز و آتشکدهٔ آذرگشسب داده و دیگر مورخان و جغرافی‌دانان از او پیروی کرده‌اند.
ابودلف در سال ۳۴۱ هجری آورده‌است، 

 در گنجک (شَیز) آتشکدهٔ مهمی وجود دارد که آتش زرتشتیان از آن بسوی شرق و غرب فروزان است. بر بالای گنبد این آتشکده هلالی نصب شده که طلسم آن بشمار می‌رود و جمعی از فرماندهان و فاتحین خواستند، آن را برچینند اما کوشش آنها بجایی نرسید. از شگفتی‌های این خانه آنکه کانون آن از هفتصد سال پیش فروزان است و خاکستر در آن وجود ندارد و شعلهٔ آن هیچگاه خاموش نمی‌گردد. 
از گفتار ابودلف چنین بر می‌آید که آتشکدهٔ آذرگشسپ، یک آتشکدهٔ همیشه سوز یا خودسوز بوده‌است و ظاهراً از گاز و نفت، مایه می‌گرفته‌است و خاکستری نداشته‌است. روایات هرمزدیار نیز بر خودسوز بودن این آتشکده تصریح دارد. آنچه ابودلف نقل کرده‌است با شهر تخت سلیمان کنونی تطبیق می‌کند اما مشکل اینجاست که تخت سلیمان از دریاچهٔ ارومیه بسیار دور است و کتاب‌های پهلوی و برخی کتاب‌های پارسی، محل آن را نزدیک به دریاچهٔ ارومیه ذکر می‌کنند. امکان دارد که در دورهٔ اشکانی و ساسانی، دریاچهٔ ارومیه بزرگتر از اندازهٔ کنونی آن بوده باشد.
از منابع چنین برمی‌آید که در زمان پادشاهی قباد پدر انوشیروان، به صلاح‌دید مزدک که در پی یک رفورم مذهبی و تبلیغ فرقهٔ جدیدی بود، از تعداد آتشکده‌ها کاسته شده و برخی را در برخی دیگر ادغام کردند. از اینرو گمان می‌رود که دو آتشکدهٔ آذرگشسپ وجود داشته‌است. آتشکدهٔ قدیم که در ناحیهٔ گنجک بوده، آتش کیخسرو نیز نامیده می‌شده‌است و در شاهنامه بارها از آن یاد شده‌است. گمان می‌رود که این آتشکدهٔ قدیم به روستای تخت سلیمان کنونی منتقل شده‌باشد و با آتشکدهٔ کهن‌سال آبان گشسپ یا آتشکده برکه ادغام شده‌باشد.
این آتشکده در دوره خسرو انوشیروان اهمیت بالایی به دست آورد. در دوره حکومت خسرو پرویز که مورخان غرب او را خسرو دوم می‌نامند، در نبردی طولانی که میان ساسانیان و روم شرقی روی داد، خسرو پرویز، سوریه و آسیای صغیر را تحت فرمان درآورد و دستور داد تا «صلیب واقعی مسیحیان» را از اورشِلیم به گنجک بیاورند. این شهر در سال ۶۲۴ میلادی در حملهٔ ارتش روم و در پی شکست سپاهیان خسرو پرویز، مورد چپاول و تخریب قرار گرفت و به دستور هراکلیوس، گنجک ویران شد و صلیب واقعی دوباره به اورشلیم بازگشت. پس از آن رویداد، به‌ویژه اوایل ظهور اسلام، شهر گنجک اعتبار خود را از دست داد.
در سال ۶۲۳ میلادی هراکلیوس به منظور پیشگیری از پیشرفت سپاه فاتح ایران و دفع حملهٔ آوار، از طریق آسیای صغیر با نیروهای خود به قفقاز حمله‌ور گشت. هراکلیوس نخست ارمنستان را فتح کرد و پس آنگاه ناحیهٔ گنجک را به تصرف درآورد. هراکلیوس، در آذربایجان که در آن ایام برحسب روایات موبدان، زادگاه زرتشت نیز به حساب می‌آمد، با شوقی انتقام‌جویانه و به تلافی این‌که سپاهیان خسرو پرویز با همکاری یهودیانِ اورشلیم، در سال ۶۱۴ میلادی، مزار عیسی مسیح را در اورشلیم با خاک یکسان کرده بودند، مقدس‌ترین مکان مذهبی زمان ساسانی، یعنی آتشکده آذرگشسپ را با خاک یکسان کرد.
شرح ویرانی گنجک و آتشکدهٔ آن در کتاب تاریخ امپراتوری صغیر، نوشتهٔ شارل لبو فرانسوی آمده‌است. تخت طاقدیس یا تخت طاق‌ویس که وصف آن در شاهنامه آمده‌است، یکی از شگفتی‌های گنجک بوده‌است که توسط هراکلیوس ویران شد. تاریخ‌نویسان با آب و تاب تمام، شرح آن را اینگونه نوشته‌اند که بناهای شهر گنجک، به‌دست صنعتگران سراسر کشور ایران، از عاج و زر و گوهرهای گوناگون ساخته شده بود.

شارل لبو دربارهٔ تخت طاقدیس می‌نویسد: «هراکلیوس و گروهی از تازیان که مزدورش بودند و پیشاپیش لشکریانش می‌رفتند بر پیشروان سپاه ایران تاختند و چنان هراس انگیختند که خسرو پرویز همان دم با همهٔ لشکریانش گریخت. هراکلیوس بی مانع وارد گنجک شد. می‌گفتند که زرتشت در این سرزمین به دنیا آمده و در آنجا زیسته‌است. مجسمهٔ بسیار بزرگی از خسرو پرویز با غرور در میان کاخ در زیر گنبدی که نمایش آسمان بود، نشانده بودند، در گرداگردش خورشید و ماه و ستارگان دیگر را می‌دیدند، همراه با فرشتگان که چوب به دست داشتند. به‌وسیلهٔ بعضی دستگاه‌ها باران می‌ریخت و تندر به صدا درمی‌آمد. هراکلیوس همه را، همراه با سه هزار خانهٔ اطراف آتشکده، دستخوش آتش کرد.»

## ویرانی و بنیان دوباره آتشکده آذرگشسپ
این آتشکده به‌واسطهٔ پیوستن دو آتش به یکدیگر تبدیل به یک آتشکدهٔ بزرگ «شاهی» گشت. پادشاهان ساسانی چنان ارزشی برای این آتشکده قائل بودند که هر یک از شاهان پس از به تخت نشستن، با پای پیاده به زیارت آن می‌شتافتند، و پس از پیروزی در جنگ، سهمی از غنائم جنگی را به گنجینهٔ آتشکده آذرگشسپ تقدیم می‌کردند و همین گنجینهٔ بزرگ است که به هنگام شکست خسرو پرویز، از سپاه هراکلیوس امپراتور روم شرقی، به یغما و چپاول رفت.
این آتشکده در سال ۶۲۴ میلادی توسط هراکلیوس به آتش کشیده و ویران گردید، اما بعدها تعمیر یا از نو ساخته شد. آتشکده آذرگشسپ در زمان ابودلف، ۹۲۵ میلادی هنوز بر پا بوده‌است.
در زمان ساسانیان، ایرانیان سه آتشکده بزرگ و برجسته داشتند. نام آتش‌هایی که در این آتشگاه‌ها نگهداری می‌شد.

یکی آذر بُرزین‌مهر به معنای «آتش عشق والا» و ویژهٔ کشاورزان بود که در نزدیکی نیشابور خراسان جای داشت.

دومی آتشکده آذر فَرنَبَغ بود که به معنای «آتش فرّ ایزدی» است که در کاریان استان فارس جای دارد و ویژهٔ موبدان و بلندپایگان بود.

سومی آتشکده آذرگشسپ که در تکاب آذربایجان قرار داشت. آتشکده آذرگشسپ ویژهٔ ارتشداران بود و در شهری به نام گَنجَک یا شیز بر روی کوه اسنوند قرار داشت.
در اساطیر معنی آذرگشسپ را «آتش اسب نر» نیز نامیده‌اند. بر پایهٔ افسانه‌های ایرانی این آتشگاه بدین علت این‌طور نامیده شده‌است که کیخسرو هنگام گشودن «بهمن دژ» در نیمروز با تیرگی شبانه که دیوان با جادوی خود پدیدآورده بودند روبرو شد. آنگاه آتشی بر یال اسب وی فرود آمد و جهان را دیگر باره روشن کرد و کیخسرو پس از پیروزی و گشودن بهمن دژ، به پاس این یاوری اهورایی، آتش فرودآمده را آنجا بنشاند و آن آتش و جایگاه به نام آتش اسب نر (گُشسپ یا گُشنَسپ) نامیده شد. این محل هم‌اکنون به اشتباه، تخت سلیمان نام دارد. سلیمان فرزند داوود پادشاه اسرائیل بود.

## آذرگشسپ در شاهنامه
فردوسی در شاهنامه آتش‌پرست نامیدن مَزدَیَسنان را کار نادرستی می‌پندارد. سپس با به‌کار بردن واژهٔ آذرآبادگان، به آتشکده آذرگشسپ اشاره دارد و آتش را محراب مَزدَیَسنان بیان می‌کند و نه خدایشان.
| به یک هفته بر پیشِ یزدان بُدند |  | مپندار کآتش پرستان بُدند  |
| که آتش بِدان گاه، محراب بود   |  | پرستنده را دیده پرآب بود |
| به یک ماه در آذرآبادگان      |  | ببودند شاهان و آزادگان   |

## آثار باستانی در روستای تخت سلیمان کنونی
مجموعه بناهای تاریخی در روستای تخت سلیمان در اطراف چشمه‌ای رسوبی ساخته شده‌است. آب این چشمه که از عمق بیش از ۱۲۰ متری از درون زمین به سطح می‌آید و به زمین‌های اطراف می‌ریزد دارای املاح زیادی است که آن را برای آشامیدن و کشاورزی نامناسب کرده‌است. برخلاف تصور همگان، این یک دریاچه نبوده و هیچ آبی به آن نمی‌ریزد. رسوب‌های حاصل از این املاح در طی سده‌ها، لبه چشمه را شکل داده و متغیر کرده‌اند.
آثار و بناهای دوره‌های اشکانیان و ساسانی و ایلخانان مغول در این محل یافت شده‌است. مهم‌ترین آثار به‌جاماندهٔ آن، آتشکدهٔ آذرگشسپ و تالارهای دوره ساسانی است. برخی آثار ساسانی دیگر نیز در کوه بلقیس و زندان سلیمان در نزدیکی روستای تخت سلیمان واقع هستند.
کاوشگاه باستانی گنجک (شَیز) از سوی یونسکو به عنوان میراث جهانی شناخته شده‌است و طرح‌های بزرگی برای بازسازی و کاوش در آن در دست اجراست.

## نگارخانه

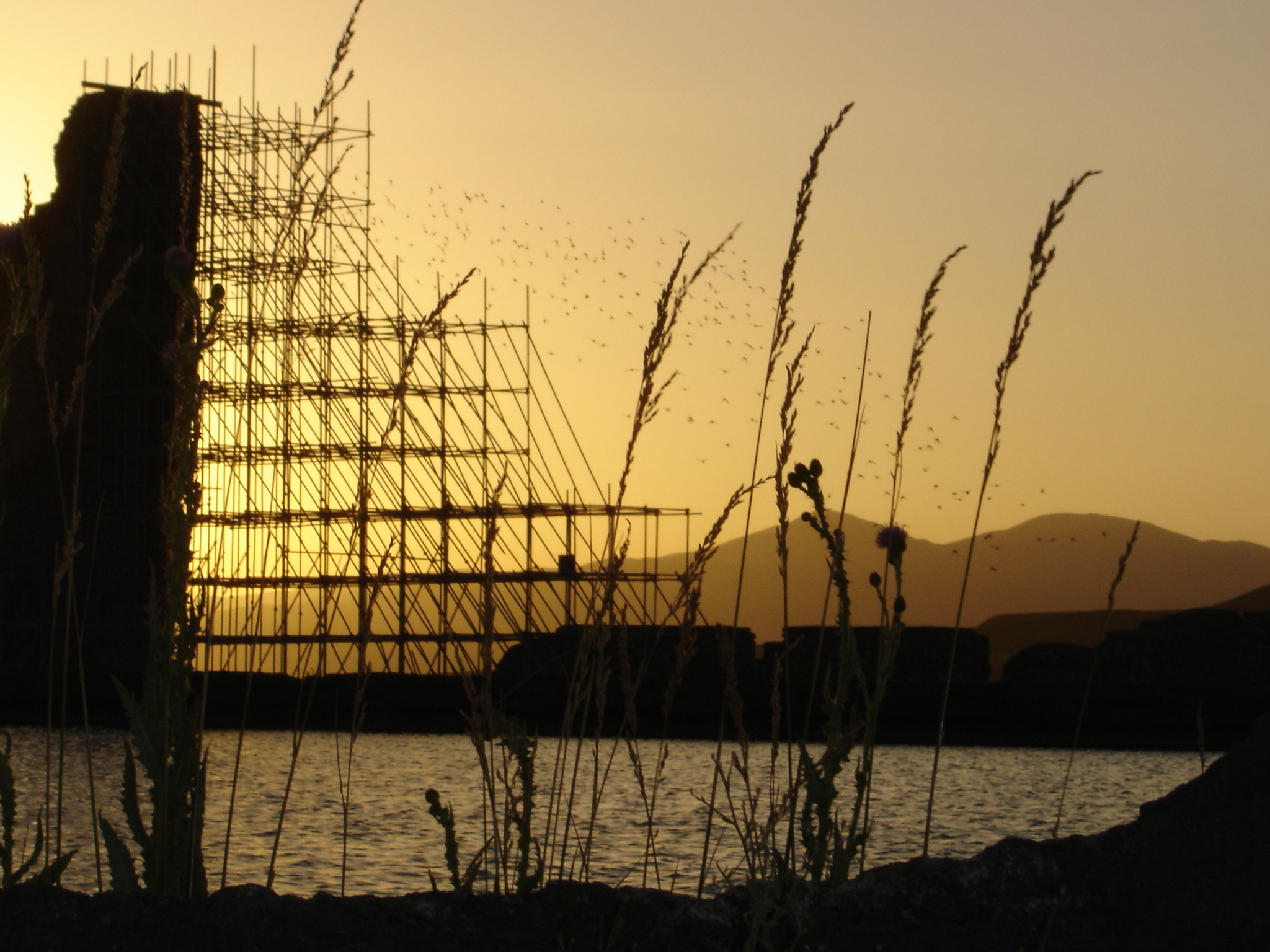
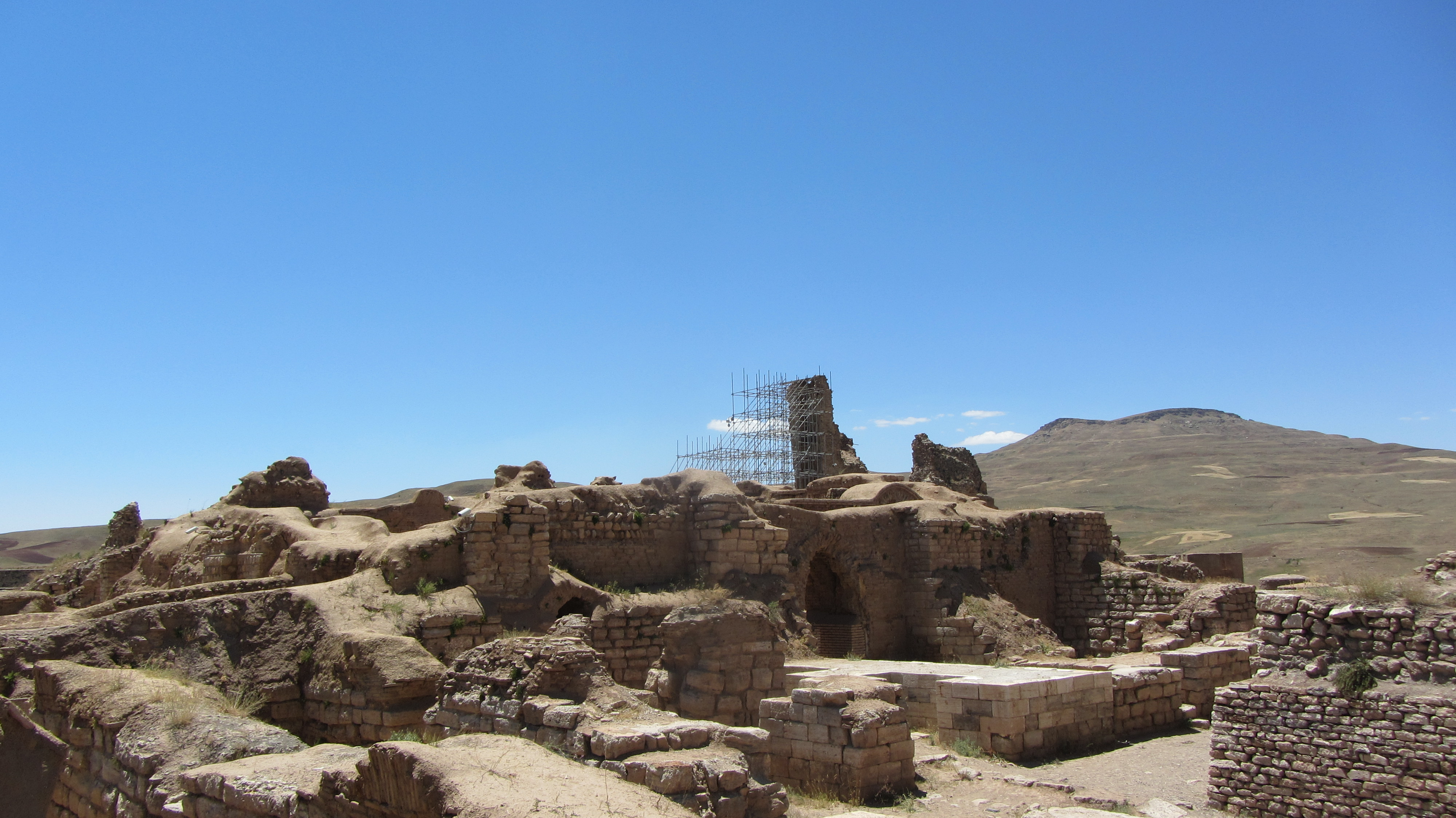
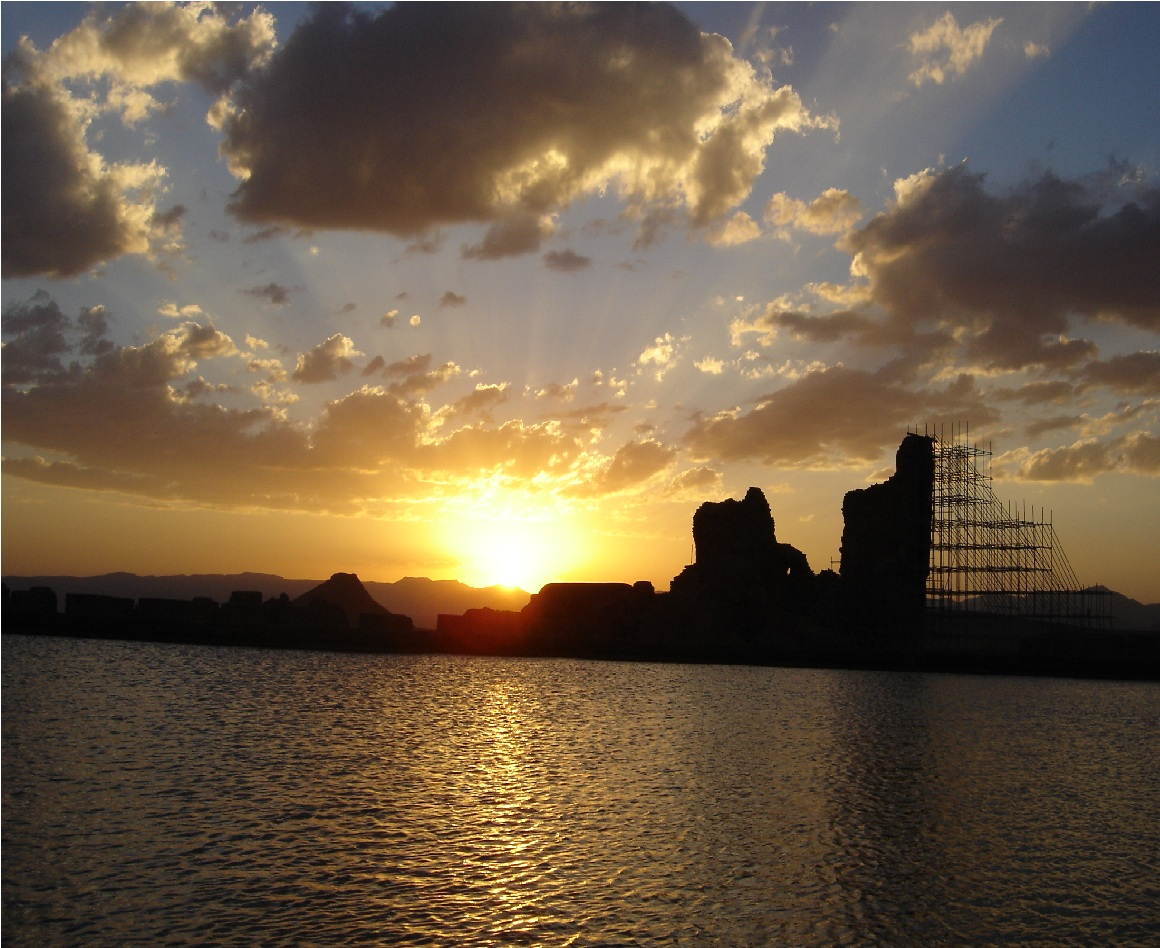
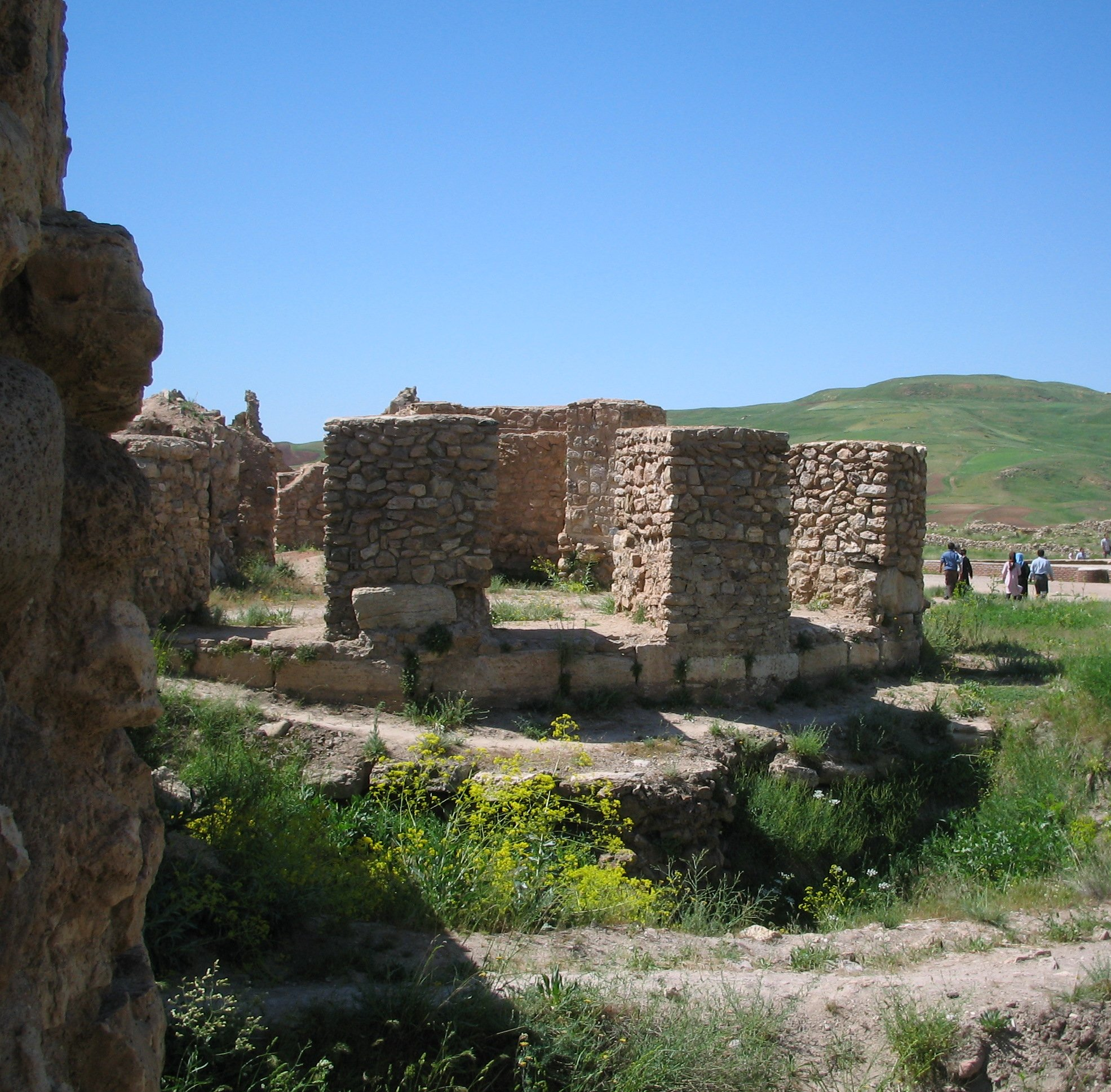
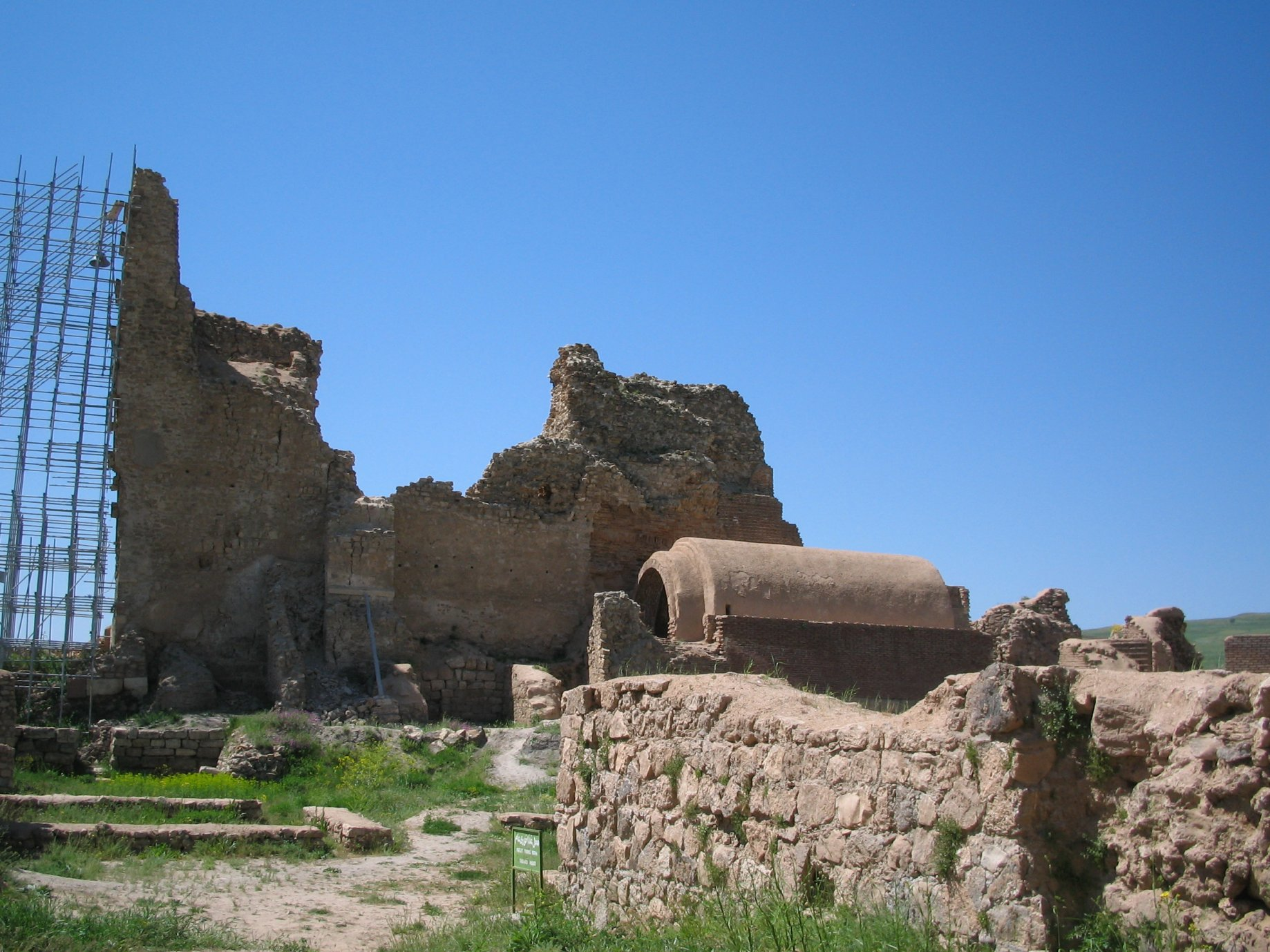
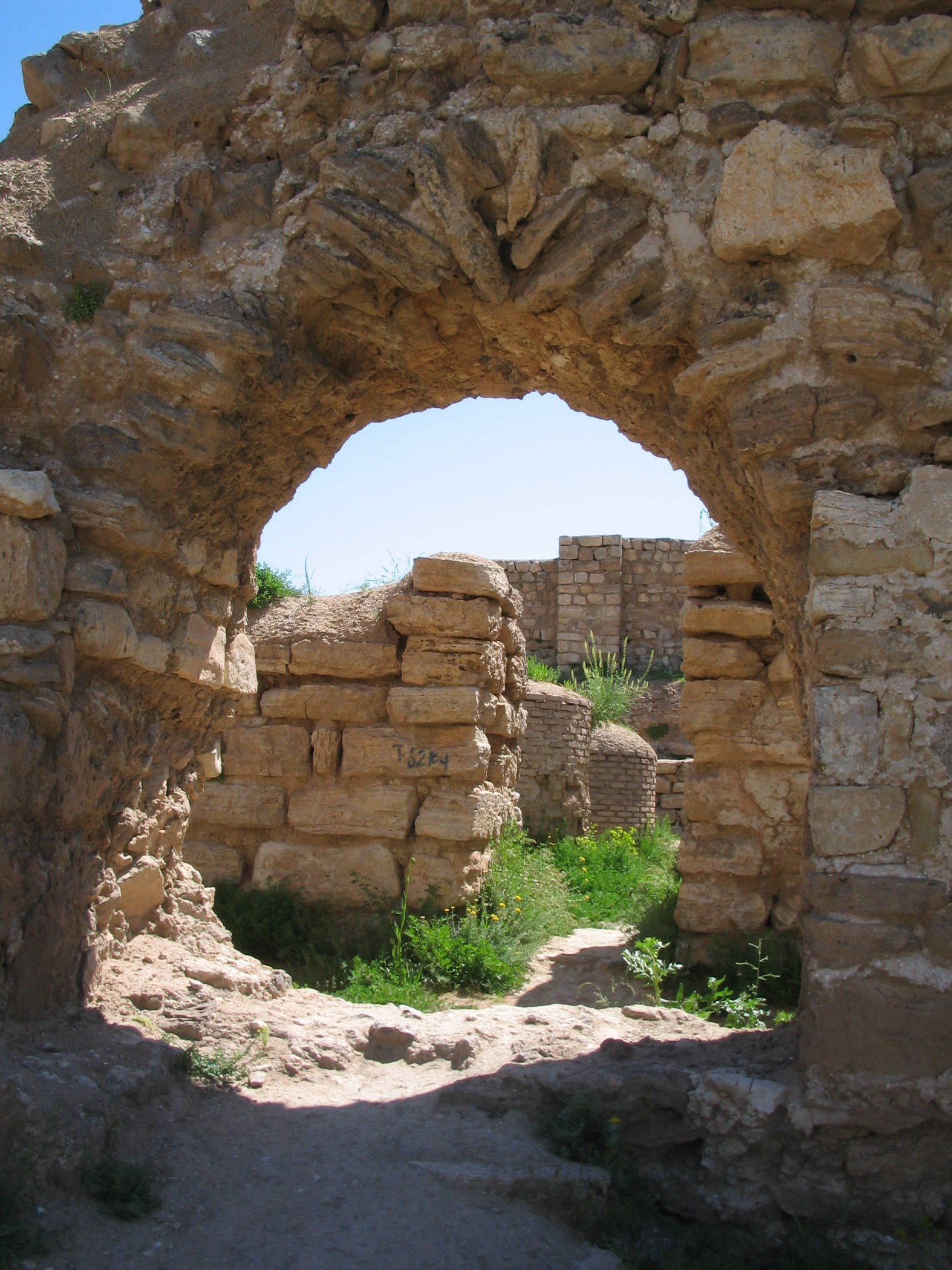
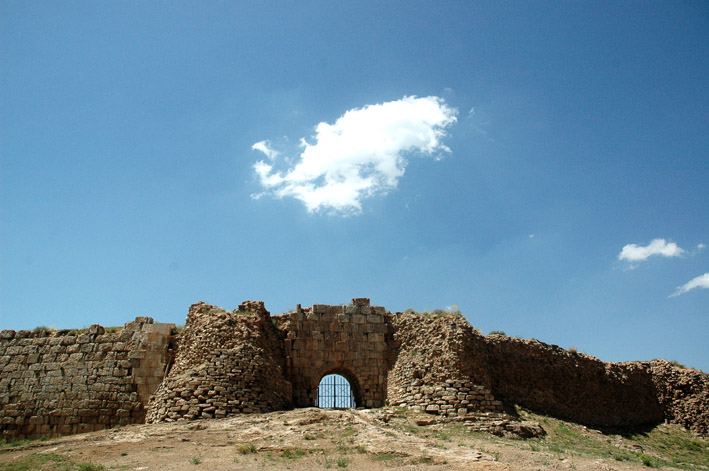
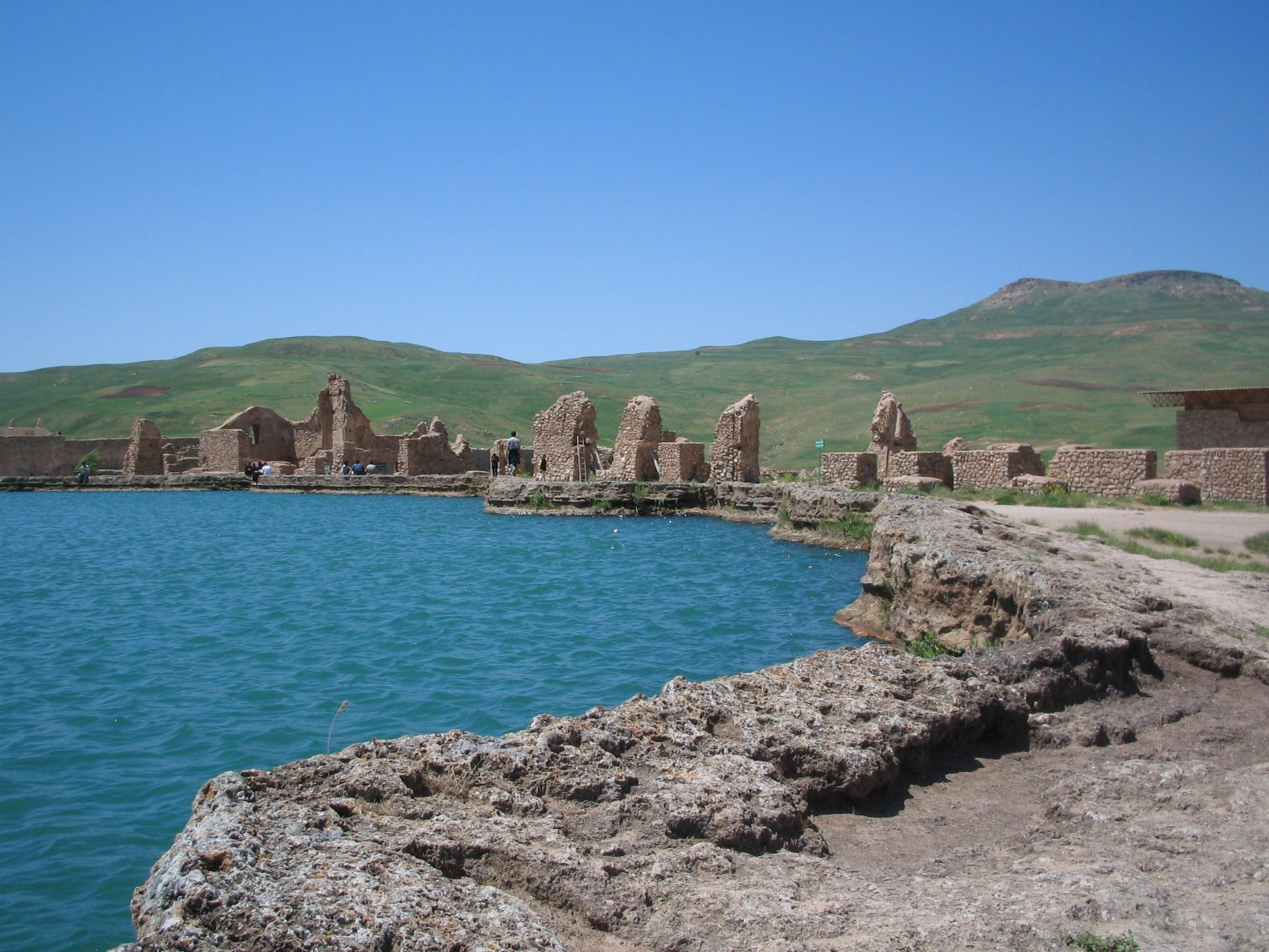
دریاچه و ویرانه‌های آتشکده آذرگشسپ
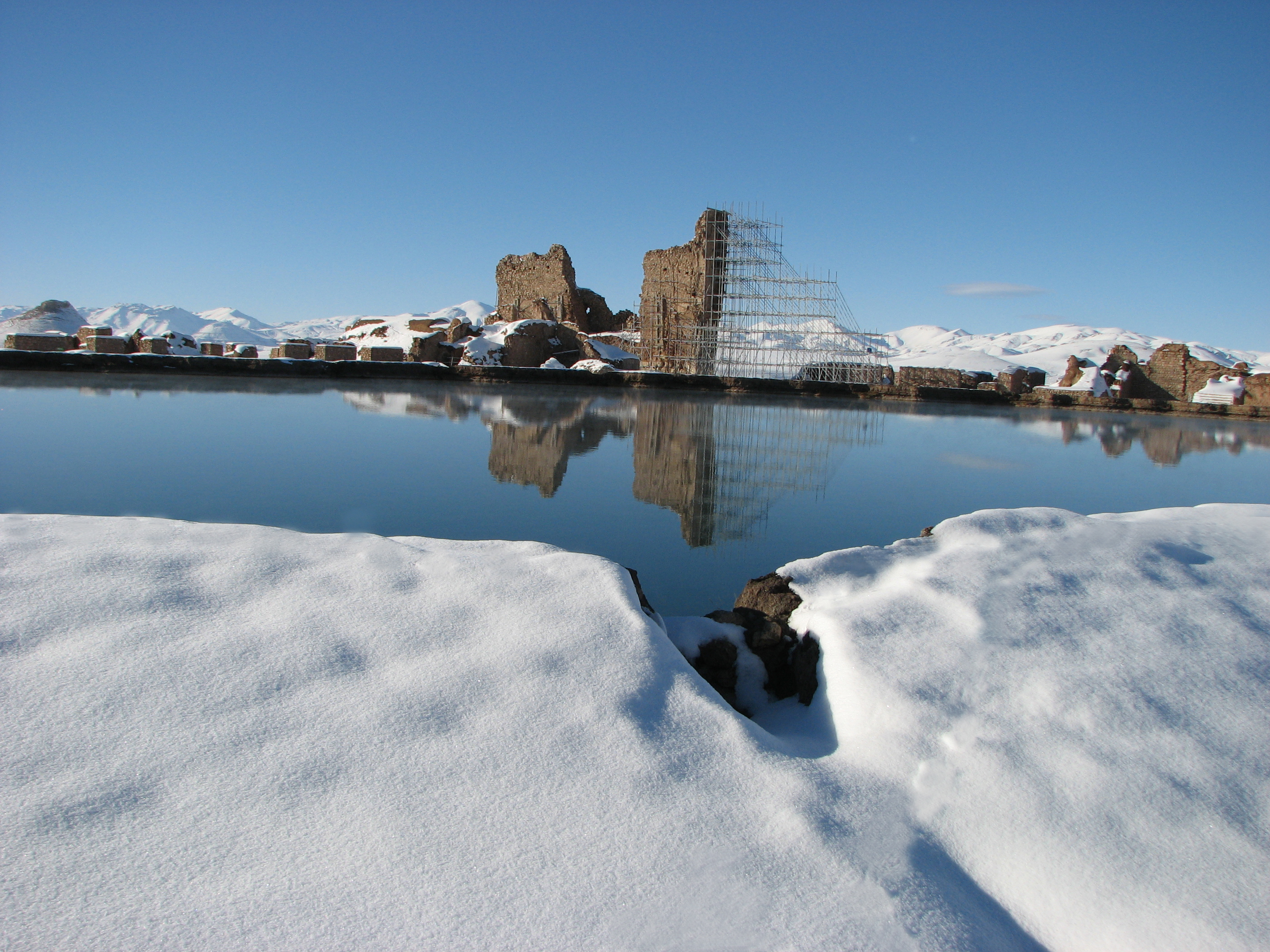
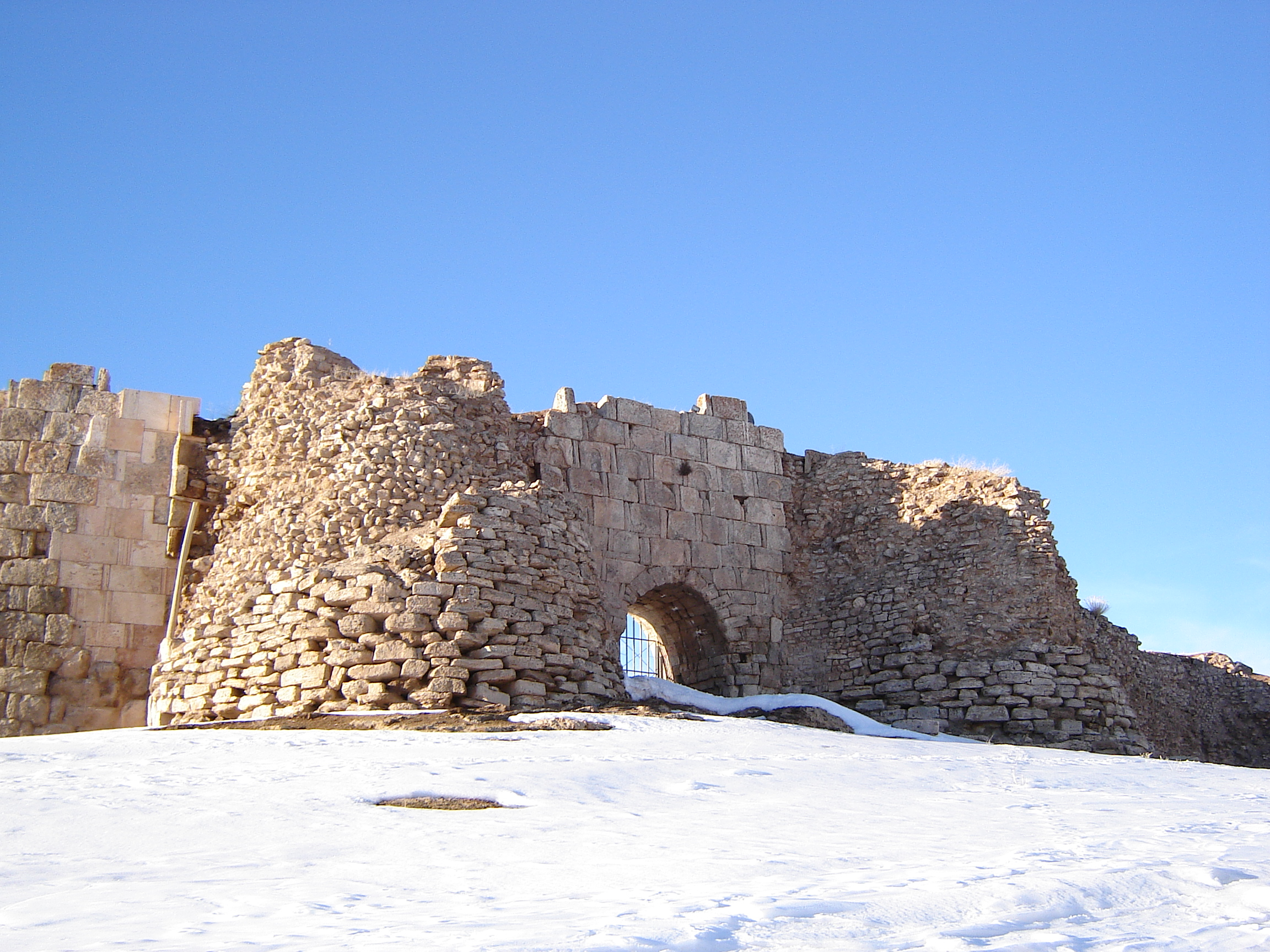
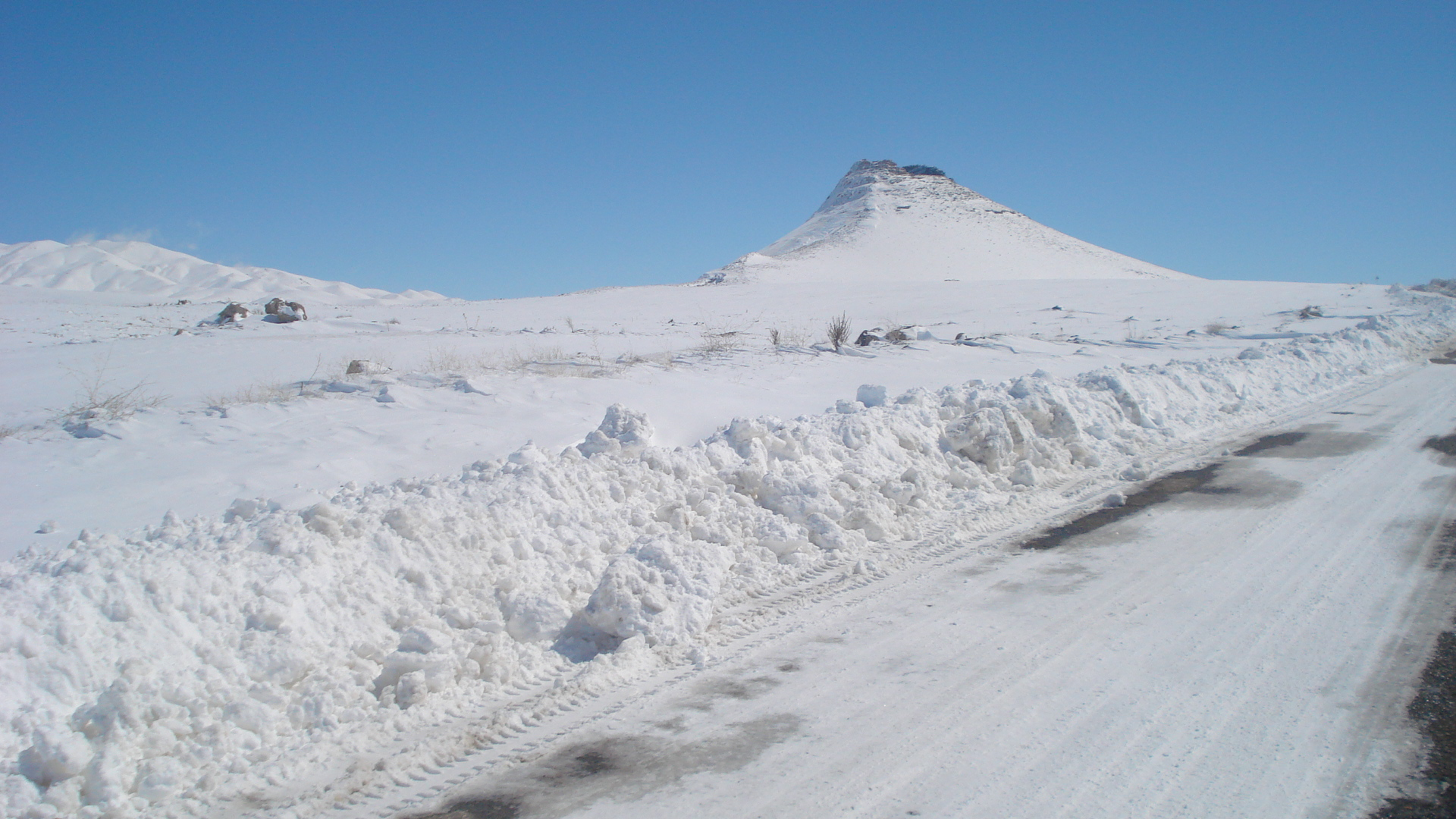
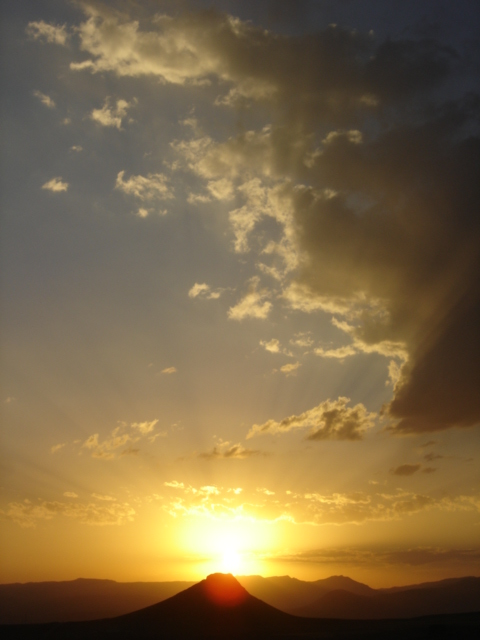
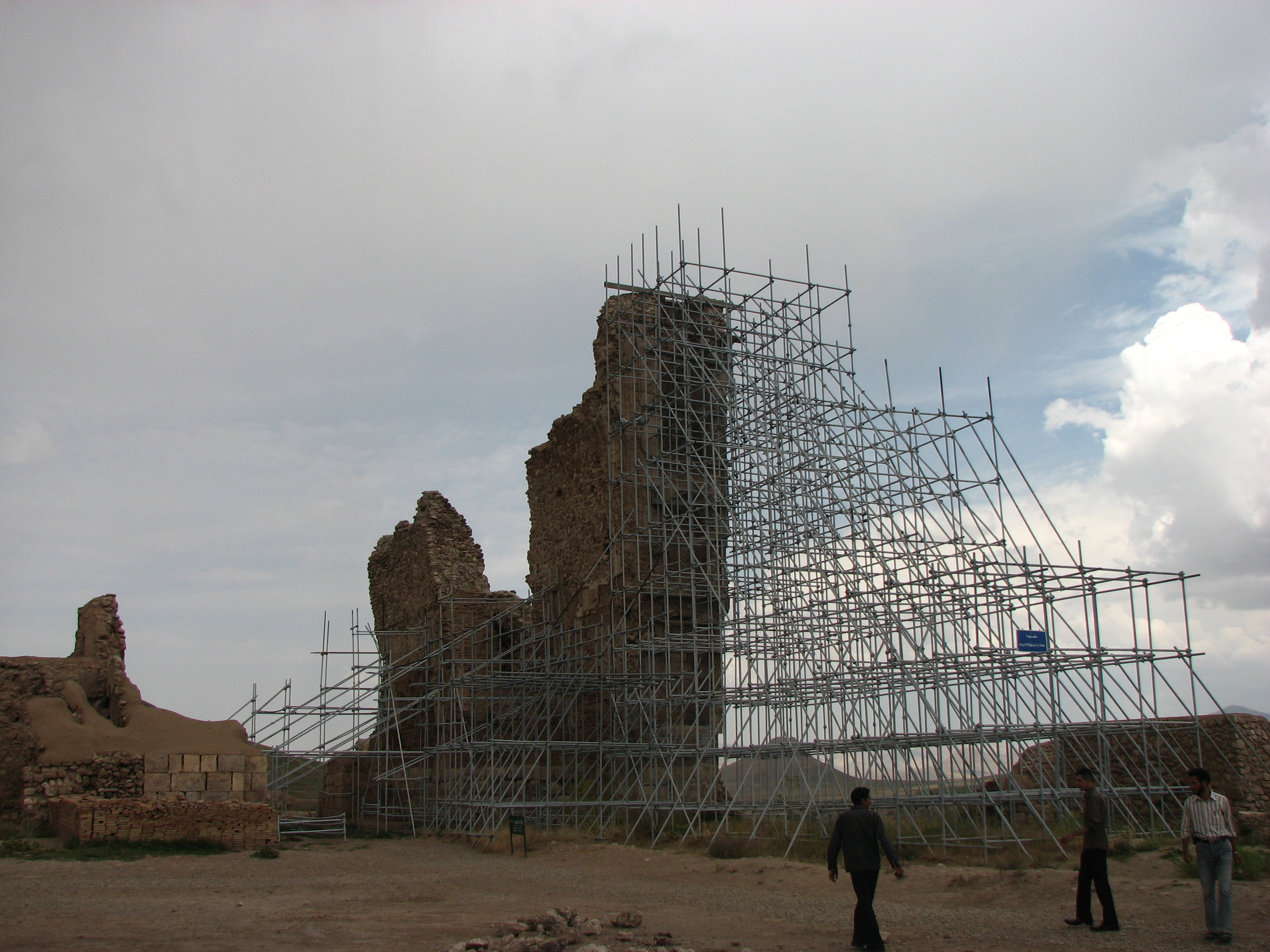
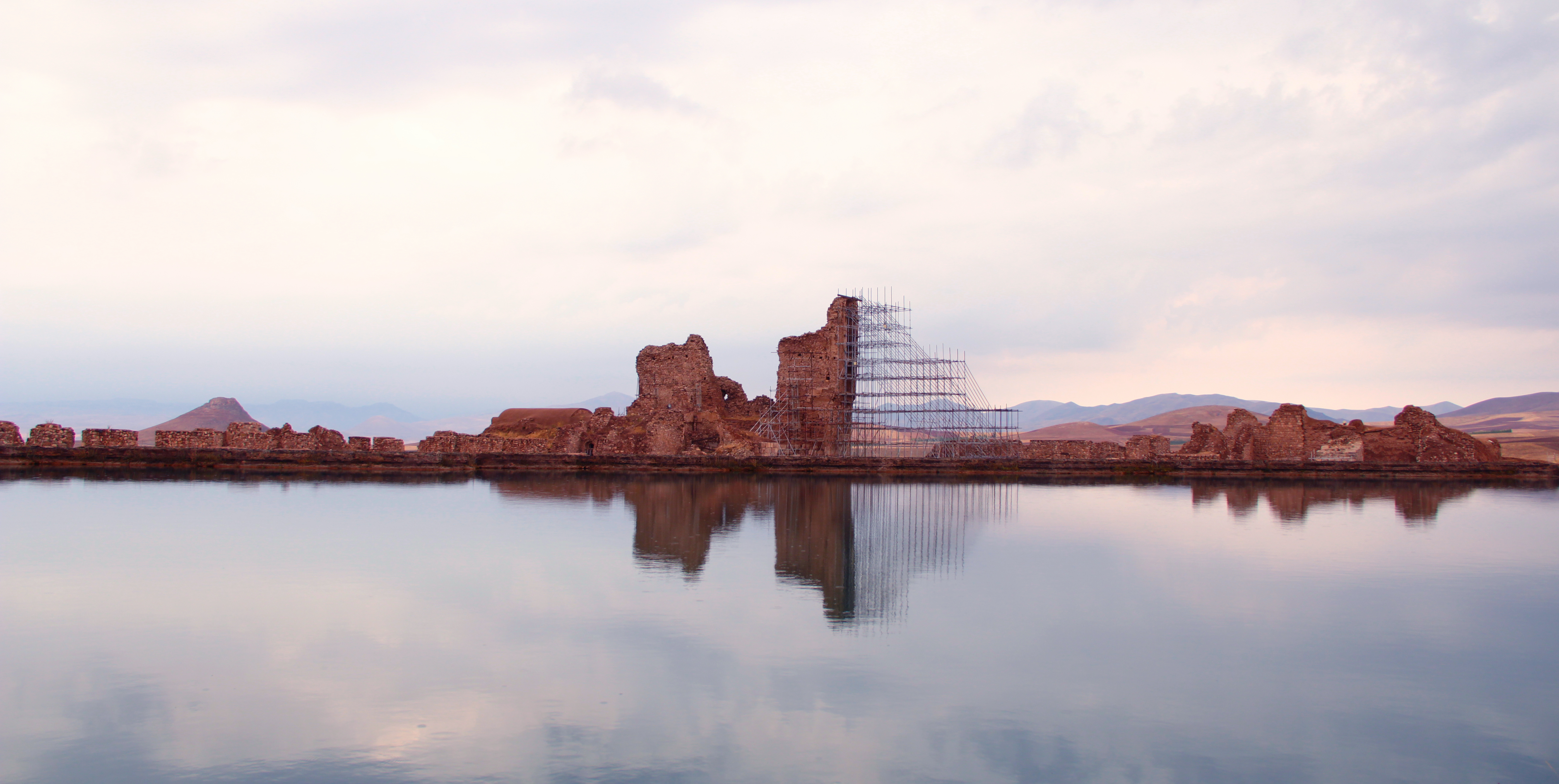
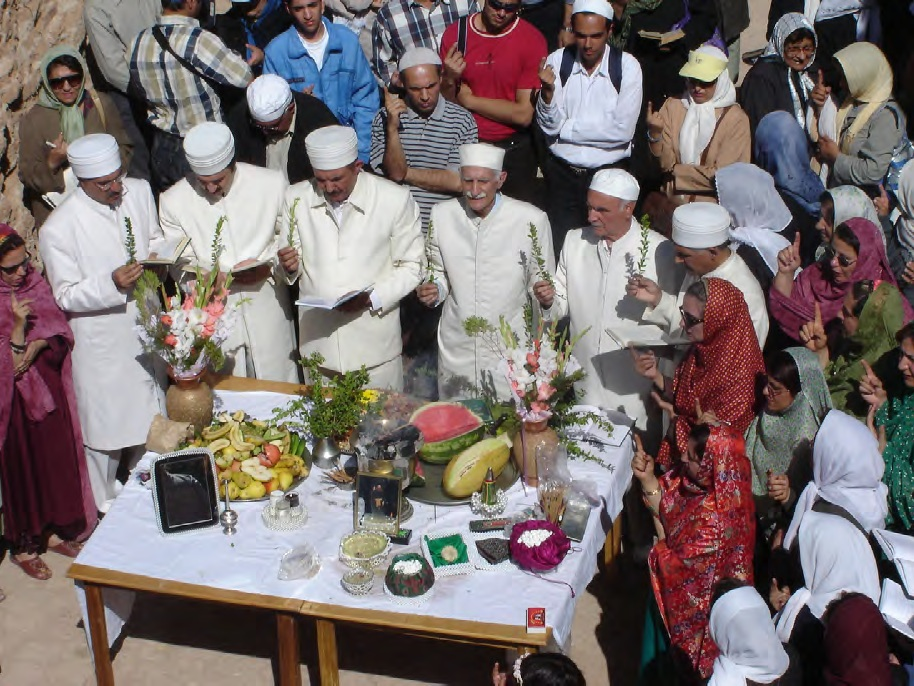
برگزاری آیین‌های دینی از سوی موبدان زرتشتی در آتشکده آذرگشسپ